# Gårdstangasten 3

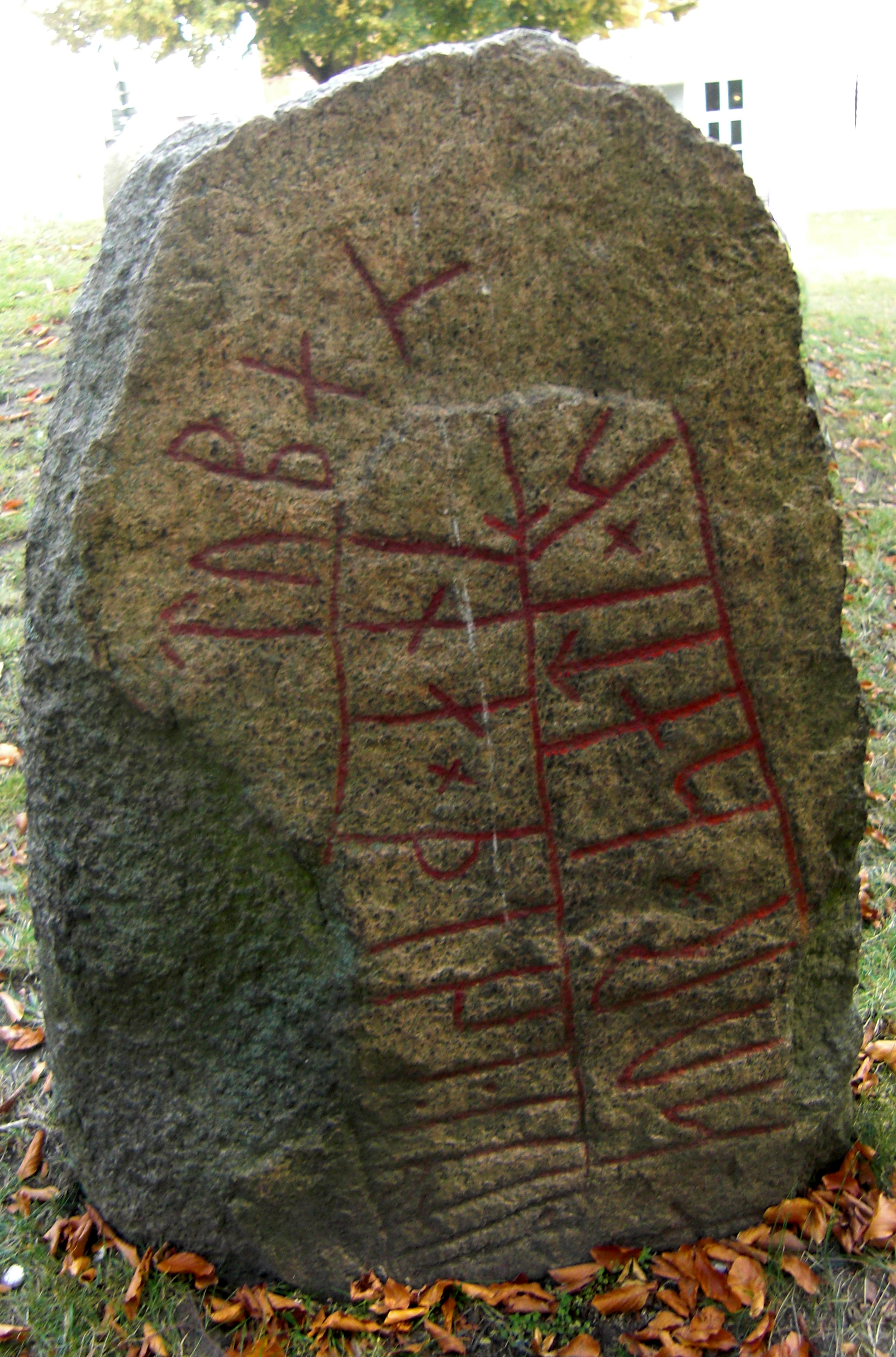
Gårdstangasten 3

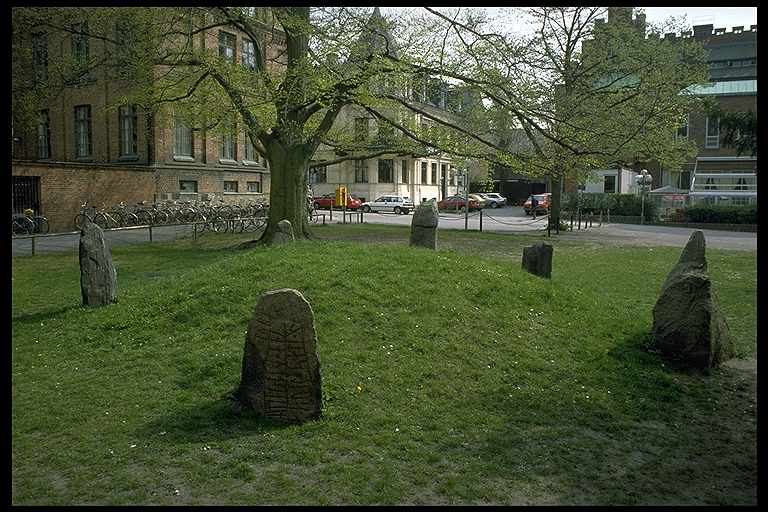
Runensteine im Lundagård – Gårdstangasten 3 im Vordergrund

Der Gårdstangasten 3 (Samnordisk runtextdatabas DR 331 oder RAÄ Nr. Lund 9:3) gefunden in Gårdstånga östlich von Getinge in Schonen, in Schweden ist ein etwa 1000 n. Chr. entstandener Runenstein. Er steht heute mit anderen Runensteinen am Runstenshögen im Lundagård, einem Park in Lund.
Nils Gustaf Bruzelius (1826–1896) entdeckte den Stein 1867 in der Kirche von Gårdstånga. Er wurde 1868 zusammen mit dem gleichzeitig entdeckten Gårdstångasten 2 nach Lund befördert. Ein unbekanntes Runenzeichen wurde von einigen Wissenschaftlern als Thorshammer interpretiert, der in diesem Fall als Manifestation gegen den christlichen Glauben in der Wikingerzeit (800–1050 n. Chr.) gedient haben könnte.
Andere überlebende Runensteine oder Inschriften, die einen Thorshammer zeigen, sind unter anderem in Schweden die Runensteine U 1161 in Altuna, Sö 111 in Stenkvista, Sö 140 von Jursta, Vg 113 in Lärkegapet, Öl 1 in Karlevi und in Dänemark die Steine DR 48, DR 26 und DR 120 in Spentrup.
Die Inschrift lautet:
asur • sati × stone × distel: iftiR tuba :?
Asher setzte diese Steine nach Tobbe.